# Syndroom van Qazi-Markouizos
Het syndroom van Qazi-Markouizos is een zeldzame erfelijke aandoening die zich kenmerkt door niet-progressief aangeboren spierhypotonie, ernstige verstandelijke beperkingen, een verhoogde aanwezigheid van type 2-spiercellen, welke tevens een abnormale vergrote vorm aannemen, alsook disharmonische skeletale maturatie in combinatie met spiervezeldisproportie. Anno 2013 was er nog geen moleculair-etiologische beschrijving van het syndroom van Qazi-Markouizos beschikbaar.